# Unidad de desplazamiento
Unidad de desplazamiento es el cuarto álbum de estudio de la banda granadina de pop-rock Los Planetas, que se lanzó al mercado en septiembre del 2000.
La primera edición se publicó en digipack con portada séxtuple. Las siguientes ediciones se presentan en formato tradicional, incluyendo una pista de video con el clip del sencillo Un buen día. 
Es el primer álbum del grupo que recoge las letras de las canciones y también el primero grabado en el estudio del grupo, El Refugio Antiaéreo, estudio diseñado y habilitado por el coproductor del disco Carlos Hernández.
Alcanzó el puesto 17 en la lista de ventas española.
En su número 400, Rockdelux lo elige como 40 mejor disco nacional del siglo XXI (2000-2005).

## Lista de canciones

### Edición enCD
1. Flotando sobre Loscos 6:53
2. Santos que yo te pinte 4:38
3. Maniobra de evasión 3:46
4. Anuncio para coches 3:24
5. Vas a verme por la tele 4:38
6. Flotando sobre Loscos II
7. Tierras altas 2:26
8. Que no sea Kang, por favor 4:43
9. Plan de fuga 6:10
10. Un buen día 3:49
11. La cara de Niki Lauda 3:21
12. Canción para ligar (O para que no me dejes) 3:36
13. Paseo por el parque 6:14

### Reediciones en vinilo (2011 y 2025)
El sello discográfico de Jota, El Ejército Rojo, reeditó el disco en doble vinilo de 180 gramos en julio de 2011, bajo licencia de Sony Music Entertainment España.
Sony Music reedita el disco, también como álbum doble, el 3 de marzo de 2025, siendo el séptimo disco y el tercer vinilo más vendidos en España en la esa semana.
Disco 1
| Cara A 1. Flotando sobre Loscos 6:53 2. Santos que yo te pinte 4:38 3. Maniobra de evasión 3:46 | Cara B 1. Anuncio para coches 3:24 2. Vas a verme por la tele 4:38 3. Flotando sobre Loscos II 4. Tierras altas 2:26 |

Disco 2
| Cara A 1. Que no sea Kang, por favor 4:43 2. Plan de fuga 6:10 3. Un buen día 3:49 | Cara B 1. La cara de Niki Lauda 3:21 2. Canción para ligar (O para que no me dejes) 3:36 3. Paseo por el parque 6:14 |

## Singles
| Orden | Título                  | Fecha de Edición | Discográfica    |
| ----- | ----------------------- | ---------------- | --------------- |
| 1     | Vas a verme por la tele | 2000             | RCA, BMG Ariola |
| 2     | Un buen día             | 2000             | RCA, BMG Ariola |
| 3     | Santos que yo te pinte  | 2001             | RCA, BMG Ariola |
| 4     | Maniobra de evasión     | 2001             | RCA, BMG Ariola |

## Créditos
J: guitarras, teclados y voz.
Florent: guitarras y moog.
Banin: guitarras, teclados, metalófono y muestras.
Kieran Stephen: bajo.
Eric Jiménez: batería y percusiones.
Carlos Hernández: segunda voz en Un buen día, Vas a verme por la tele y Anuncio para coches.
Antonio Arias: segunda voz en Santos que yo te pinte.
Veronika (cantante de Meteosat): voz en Flotando sobre Loscos.
José Antonio Oliver: Fender Rhodes en Canción para ligar (o para que no me dejes).
Juan Antonio Cervera: Viola en Que no sea Kang, por favor.
Concha Vives: violonchelo en Que no sea Kang, por favor.
J, Jesús Izquierdo y Germán Tejerizo: arreglos de cuerda en Que no sea Kang, por favor.
Asistentes: Javier Varela y Mónica Esteban.
Vas a verme por la tele mezclada en Red Led por Ángel Martos.
Santos que yo te pinte y Maniobra de evasión mezcladas en Sonoland por Carlos Hernández.
Masterizado en Sonoland por Carlos Martos y Carlos Hernández.
Edición: Banin y J.
Grabado, mezclado y producido en el Refugio Antiaéreo por Carlos Hernández y Los Planetas.
Ilustraciones y diseño gráfico: Javier Aramburu.